# Culicoides flavimaculinotalis
Culicoides flavimaculinotalis är en tvåvingeart som beskrevs av Tokunaga 1940. Culicoides flavimaculinotalis ingår i släktet Culicoides och familjen svidknott. Inga underarter finns listade i Catalogue of Life.